# Oktjabrski (Basjkirostan)
Oktjabrski (Russisch: Октябрьский, "Oktoberstad") is een stad in de Russische autonome republiek Basjkirostan. De stad heeft 108.647 inwoners (volkstelling 2002) en ligt aan de Ik. De stad wordt bediend door het gelijknamige vliegveld. De stad werd gesticht in 1937 om de olie- en aardgasvelden in de omgeving te exploiteren. In 1946 kreeg Oktjabrski de status van stad.

## Geografie
De stad ligt op de rechteroeveer van de Ik, een zijrivier van de Kama. De republiekhoofdstad Oefa ligt ongeveer 160 km naar het oosten. Naar bevolkingsaantal gemeten is het de vijfde stad van Basjkirostan. Direct ten westen van de stad verloopt de grens met de republiek Tatarstan.

## Geschiedenis
Oktjabrski werd in 1937 als vestiging gesticht met als doel om een deel van de daar voorkomende olie- en gasvoorraden te ontsluiten. In 1942 kreeg de stad haar huidige naam "Oktoberstad" naar aanleiding van de 25e verjaardag van de Oktoberrevolutie. Toen na 1959 de oliewinning terugliep, schakelde de plaatselijke economie over op de productie van consumptiegoederen.

### Bevolkingsontwikkeling
| jaar | aantal inwoners |
| ---- | --------------- |
| 1959 | 64.717          |
| 1970 | 77.054          |
| 1979 | 88.030          |
| 1989 | 104.732         |
| 2002 | 108.647         |
| 2010 | 109.474         |
| 2017 | 113.929         |

## Economie en verkeer

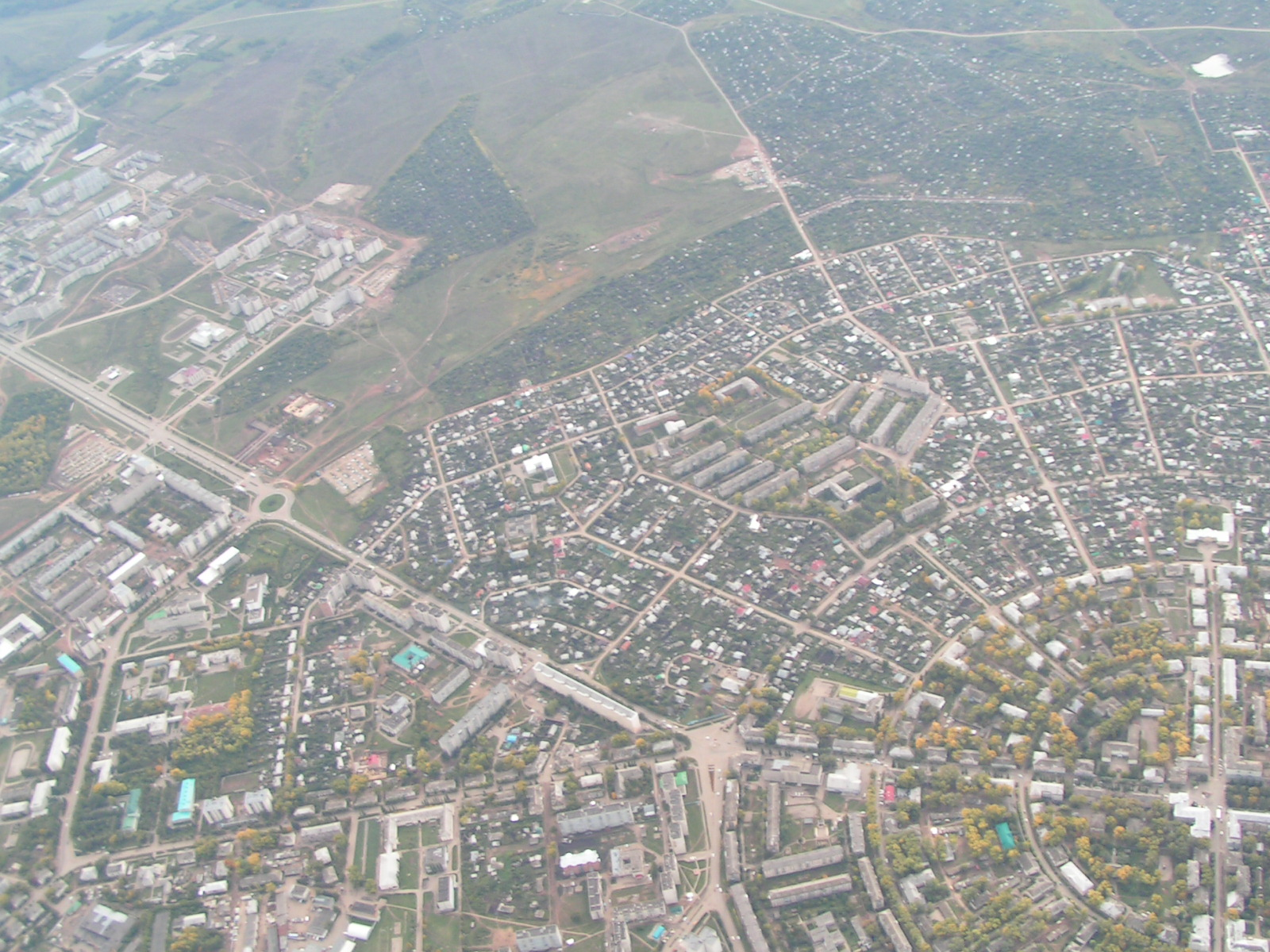
De stad vanuit de lucht

Begin 21e eeuw geldt Oktjabrski zowel als centrum van de oliewinning en als industriestad. Tot de belangrijkste plaatselijke bedrijven behoren een vestiging van het grondstoffenbedrijf Bashneft, een fabriek voor benodigdheden voor de oliewinning, verder machinebouw, de productie van bouwmaterialen en auto-onderdelen, en een keramiekfabriek. Ook is er een onderzoeksinstituut met betrekking tot aardoliewinning. De stad beschikt over een vliegveld.

## Religie

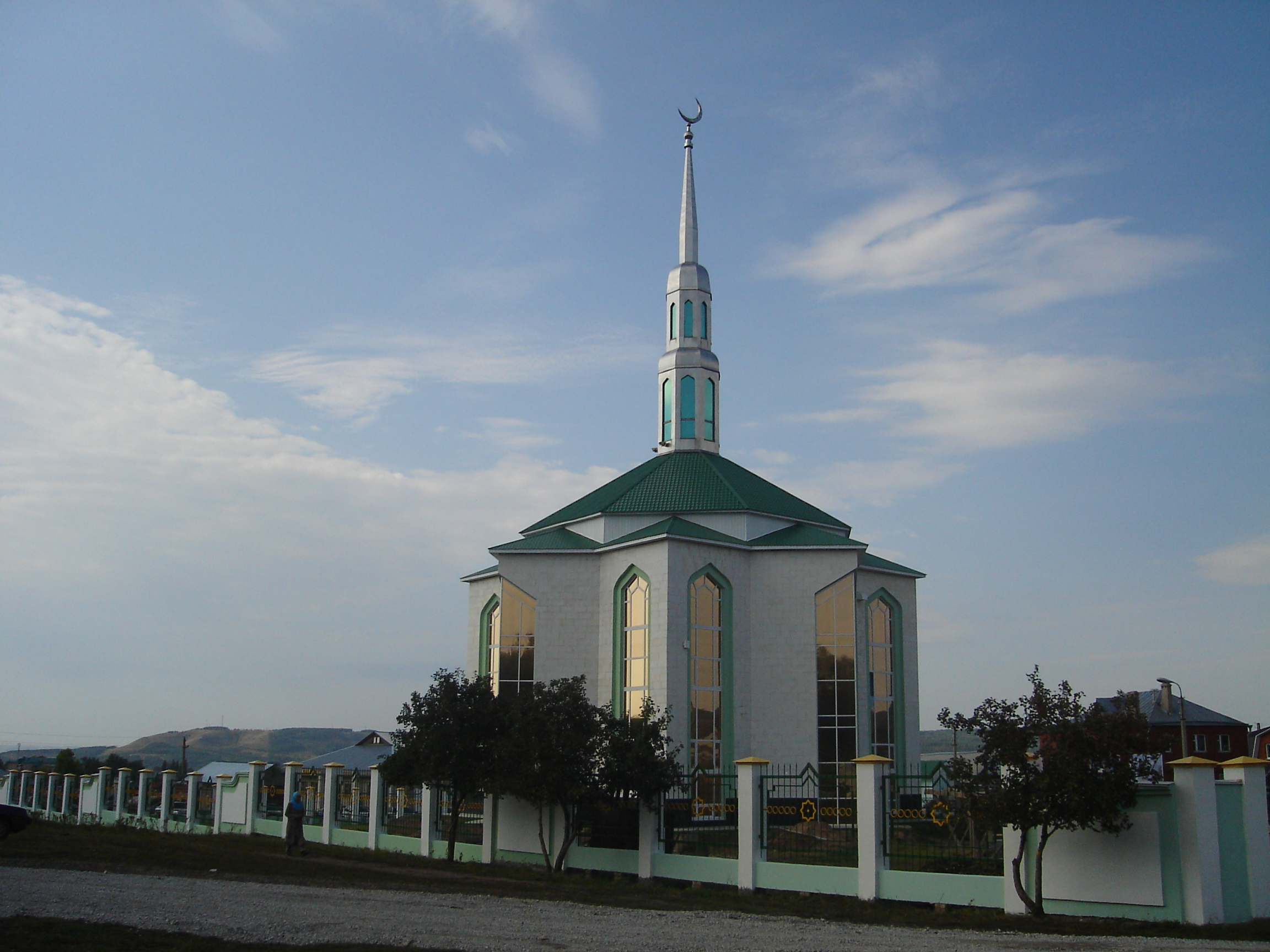
Zaitovskajmoskee
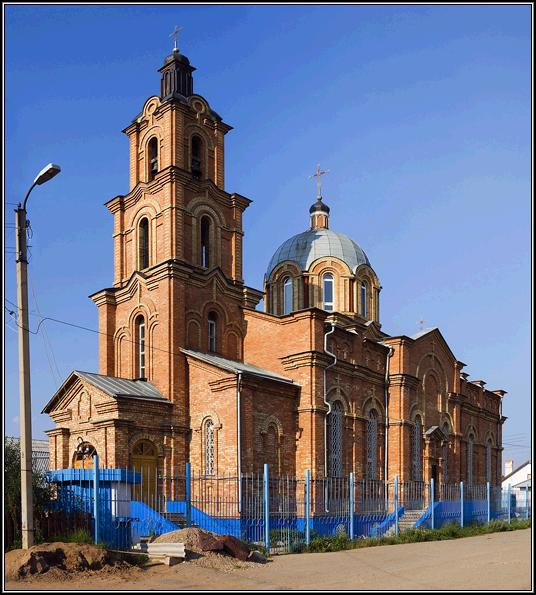
Orthodoxe kerk

Onder de bevolking van Oktjabrski bevinden zich zowel aanhangers van het Russisch-Orthodoxe geloof als van de islam. In 2007 werd een moskee geopend waarvan de bouw is bekostigd met giften van bedrijven en particulieren.